# Норфолк (графство, Онтаріо)

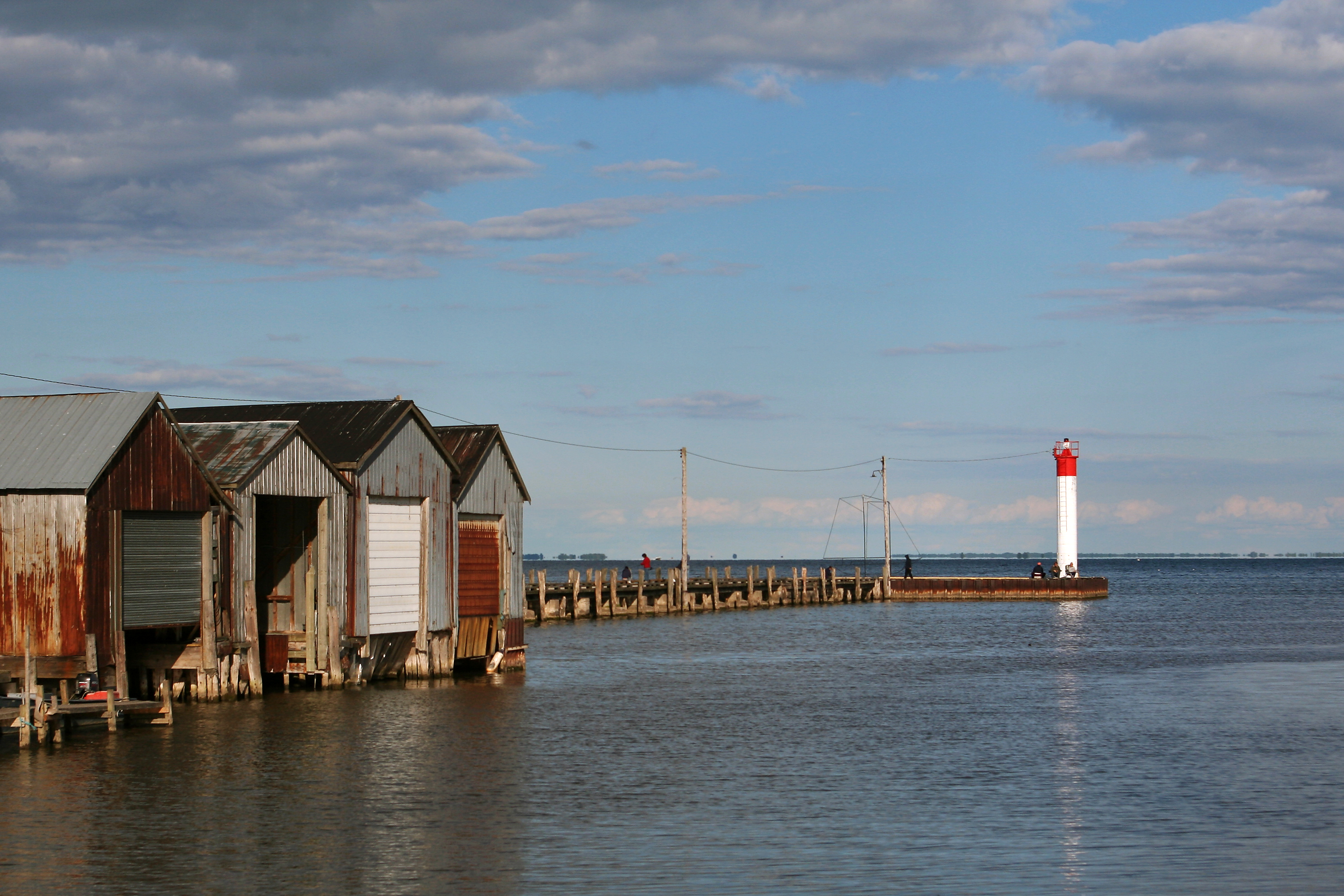
Порт-Рован

 Норфолк Графство  (англ. Norfolk County) — Однорівневі муніципалітети у провінції Онтаріо, Канада. Норфолк розташований в Західному Онтаріо на південному узбережжі Ері. Містечко Симко є адміністративним центром Графства.

## Історія
Норфолк був заснований в 2001, шляхом від'єднання від регіону Галдіманд-Норфолк. Регіон, у свою чергу, був створений в 1974 з графств Галдіманд та Норфолк.

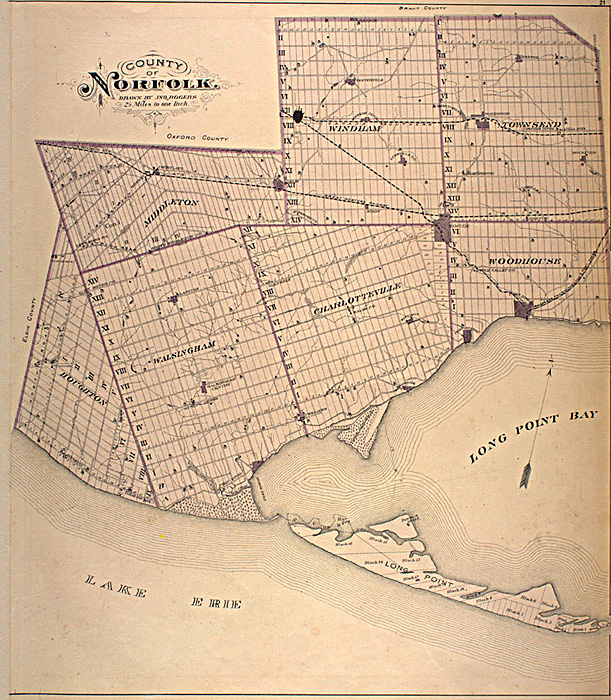
Карта графства Норфолка в р. 1877, показуючи історичні селища.

## Населення
- Андіс-Корнерс (англ. Andy's Corners)
- Атертон (англ. Atherton)
- Білс-Корнерс (англ. Bill's Corners)
- Блейні (англ. Blayney)
- Блумсберг (англ. Bloomsburg)
- Бутс-Гарбор (англ. Booth's Harbour)
- Бостон, Онтаріо (англ. , трансліт. Boston)
- Клір-Крік (англ. Clear Creek)
- Контланд (англ. Cortland)
- Делгі (англ. Delhi)
- Догс-Нест (англ. Dog's Nest)
- Фишерс-Глен (англ. Fishers Glen)
- Фрогмор (англ. Frogmore)
- Гилберсвіль (англ. Gilbertville)
- Гленші (англ. Glenshee)
- Грінс-Корнерс (англ. Green's Corners)
- Гафвей-Корнерс (англ. Halfway House Corners)
- Гілкрест (англ. Hillcrest)
- Лангтон (англ. Langton)
- Лонг-Ройнт (англ. Long Point)
- Линдок (англ. Lynedoch)
- Никсон (англ. Nixon)
- Нормандейль (англ. Normandale)
- Пайн-Гров (англ. Pinegrove)
- Порт-Довер (англ. Port Dover)
- Порт-Рован (англ. Port Rowan)
- Порт-Райерс (англ. Port Ryerse)
- Рател-снейк Гарбор (англ. Rattlesnake Harbour)
- Рентон (англ. Renton)
- Райнланд (англ. Rhineland)
- Симко (англ. Simcoe)
- Сейнт-Вилямс (англ. St. Williams)
- Тітервіль (англ. Teeterville)
- Теркі-Пойнт (англ. Turkey Point)
- Вітторія (англ. Vittoria)
- Вальш (англ. Walsh)
- Валсінгам (англ. Walsingham)
- Ватерфорд (англ. Waterford)
- Вілсонвіль (англ. Wilsonville)
- Вейком (англ. Wyecombe)